# Distrito de Musga
El Distrito de Musga es uno de los ocho distritos de la provincia de Mariscal Luzuriaga, ubicada en el Departamento de Ancash, bajo la administración del Gobierno regional de Ancash en el Perú.

## Historia
Este distrito nace a la vida político-administrativa el 12 de mayo de 1962, por efecto de la Ley 14075, promulgada por el presidente Manuel Prado Ugarteche. En la gestión jugó un rol importante el distinguido personaje luzuriaguino, Marcelino Ocaña Meléndez. Se constituye desmembrando gran parte del territorio del distrito de Piscobamba, y el de Llama.

## Geografía
El centro poblado capital del mismo nombre tiene una altitud de 2970 m s. n. m..

## Cuantía poblacional
Según el censo de 2007 hay 1094 habitantes, de los que son 560 mujeres y 50 no menores de 65 años de edad, potenciales beneficiarios de pensión 65. De 1027 consultados hablan quechua 857 pobladores, que representan el 83,45%.

## Autoridades

### Municipales
- 2011-2014[1]
  - Alcalde: Isaías Cristóbal Poma, del Partido Unión por el Perú (UPP).
  - Regidores: Jacinto Pablo Miranda Estrada (UPP), Víctor Vicencio Castillo López (UPP), Fredy Lincol Vega Agüero (UPP), Marleny Carina Sevillano Estrada (UPP), Teodoro Máximo Claudio Sevillano (Movimiento independiente regional Río Santa Caudaloso).
- 2007-2010: 
  - Alcalde: Manuel Teodosio Soto Evangelista.

## Servicios públicos y transporte
Cuenta con un moderno local municipal de tres pisos, la iglesia en honor de la Virgen del Rosario, cuya fiesta se celebra en octubre. Hay colegio secundario, agua entubada para consumo doméstico. A fines del siglo pasado, llegó la carretera que une con los pueblos del Callejón de Huaylas y de la costa, con Lima. Dicha carretera continúa a Llama, a Pampachacra.

## Cultura popular
Una de las danzas típicas es la de los “Negritos” que, a la fecha tiene tres variantes: varones, mixto y de mujeres. Aunque algunos cultores de la música andina y sus difusores radiales se oponen a esta diversidad de subgéneros, continúa imponiéndose la estampa femenina. Tal es así que dicha danza acompaña a diferentes fiestas patronales de la región, celebradas en Lima. Hay la posibilidad de rearmar la danza de “Corpus”, de porte guerrero, conformada por jóvenes con disfraz militar, quienes con gallardía y destreza, participaban en las golpizas entre las parcialidades de Chaupis y de Piscobamba. Los musguinos defendían la divisa piscobambina.

## Potencial agrícola
Posee el distrito parcelas feraces de tierras que con una irrigación adecuada pueden producir bastantes cereales, ni qué decir: el trigo.

## Festividades anuales
- Musga	20 de octubre,	V. del Rosario:	Negritos, Huanca y anti runa
- Cánrash	15 de septiembre,	V. Encarnación:	Huanca, Negritos,
- Cauchos	14 de septiembre,	Sr. de Allaupa:	Huanquilla, Negritos
- Torrepampa	2 de mayo,	Sr. de Cochas:	Anti, Negritos
- Huayobamba	23 de septiembre, Santa Cruz:	Negritos, Huanquilla

Relación que figura en el capítulo «Distrito de Musga» del Lol con depósito BNP: 2007-03935.